# Semachrysa sagitta
Semachrysa sagitta is een insect uit de familie van de gaasvliegen (Chrysopidae), die tot de orde netvleugeligen (Neuroptera) behoort. 
Semachrysa sagitta is voor het eerst wetenschappelijk beschreven door Brooks in 1983.